# Władysław Jentys
Władysław Karol Jentys (ur. 7 czerwca 1898 w Krakowie, zm. 23 września 1941 w KL Auschwitz) – polski działacz sportowy, doktor prawa, oficer rezerwy artylerii Wojska Polskiego, kawaler Orderu Virtuti Militari.

## Życiorys
Był najmłodszym dzieckiem profesora Stefana Jentysa i Anny z domu Czernak. Jego bracia, Stanisław i Czesław również byli działaczami sportowymi. Czesław (ur. 20 stycznia 1894 roku) był w 1922 roku podporucznikiem rezerwy piechoty 17 pułku piechoty w Rzeszowie, a dwa lata później 1 pułku Strzelców Podhalańskich w Nowym Sączu. Odznaczony Krzyżem Srebrnym Orderu Virtuti Militari jako oficer 16 pułku piechoty.
Władysław w latach 1916-1922 studiował prawo na Uniwersytecie Jagiellońskim.
W 1920 roku za walkę w obronie Lwowa otrzymał Order Virtuti Militari. Został zweryfikowany w stopniu porucznika ze starszeństwem z dniem 1 czerwca 1919 roku w korpusie oficerów rezerwy artylerii. W 1922 roku był oficerem rezerwy 7 pułku artylerii polowej w Częstochowie, a w latach 1924–1943 był oficerem rezerwy 6 pułku artylerii lekkiej w Krakowie.
Był członkiem AZS Kraków, gdzie najwięcej uwagi poświęcał tenisowi. Poza tym działał w TS Wisła oraz w okręgowych związkach sportowych. W latach 1922–1925 był członkiem PZPN, gdzie był odpowiedzialny za kontakty zagraniczne. W 1922 roku wraz z Lustartenem i Cetnarowskim ustalał skład reprezentacji w jednym ze spotkań. W 1922 i 1923 roku był jednym z trzech zastępców członka komisji selekcyjnej PZPN. W 1924 roku był członkiem kierownictwa reprezentacji Polski na Igrzyskach w Paryżu. W latach 1923–1926 we władzach PZTS. Od 1926 roku był pracownikiem dyrekcji kopalni „Dorota” w Zabrzu.
W 1939 roku uczestniczył w kampanii wrześniowej, następnie w pracy konspiracyjnej Związku Walki Zbrojnej. Rok później aresztowano go i został osadzony w Auschwitz-Birkenau, gdzie zmarł.